# Josip Juraj Strossmayer

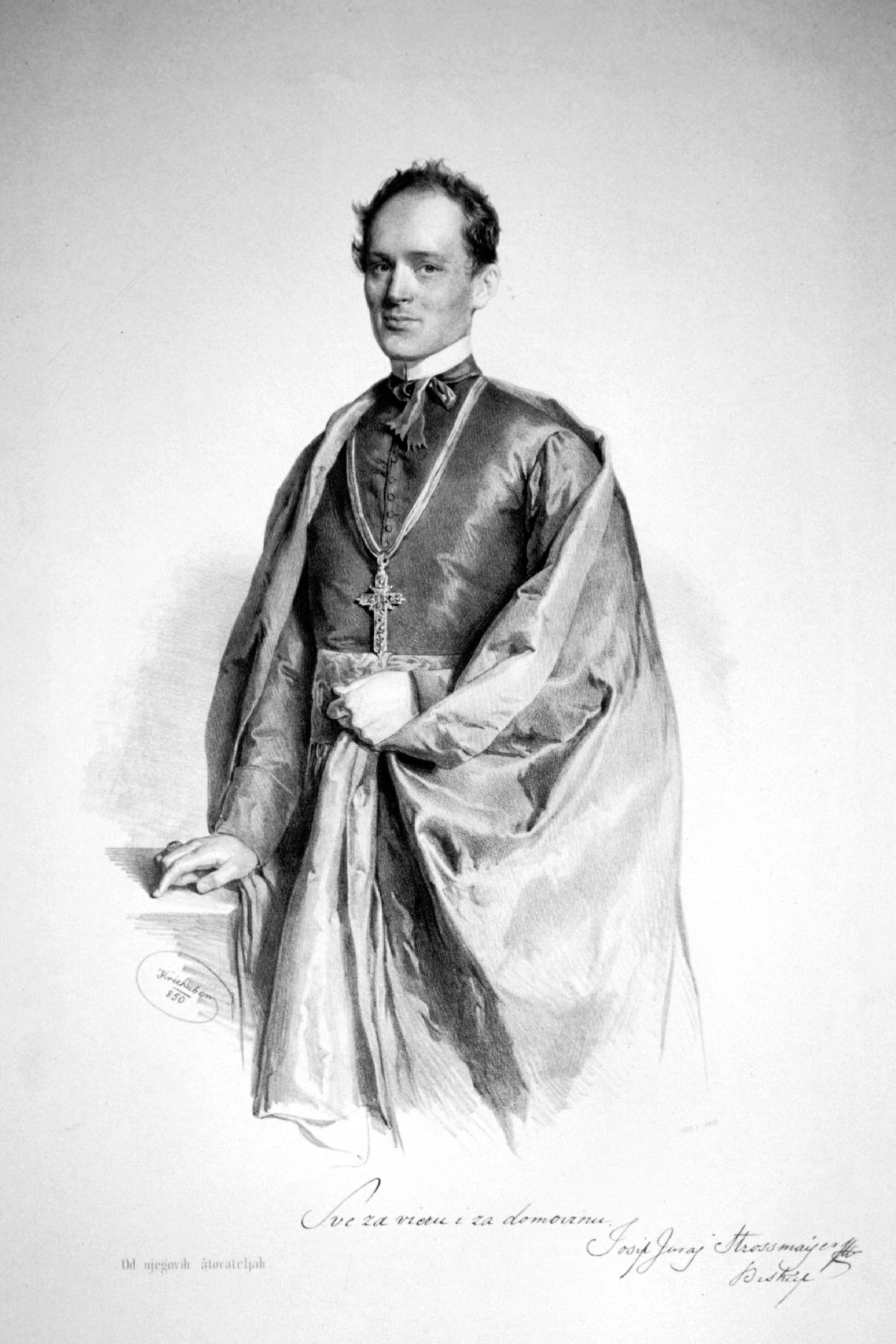
Bischof J. J. Strossmayer, (Lithographie von Josef Kriehuber, 1850)

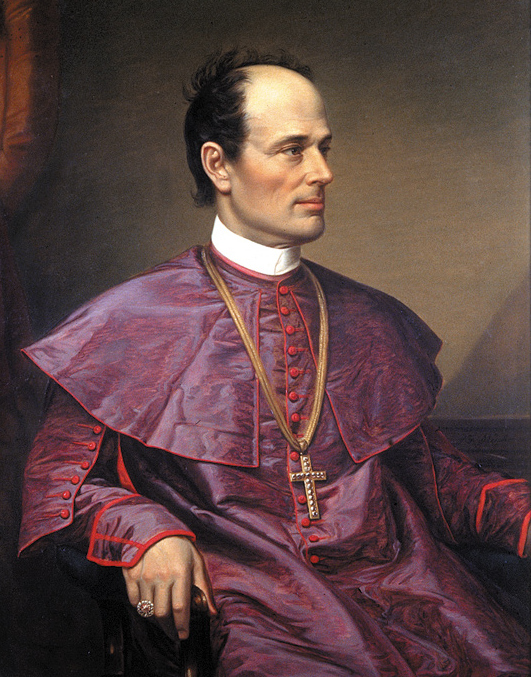
Bischof Strossmayer (Gemälde von Josip Franjo Mücke, 1871)

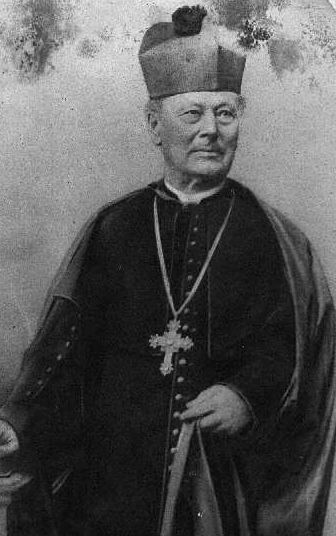
Bischof Strossmayer (Photo um 1895)

Josip Juraj Strossmayer (kroatisch auch Štrosmajer; deutsch Joseph Georg Strossmayer; * 4. Februar 1815 in Osijek, Kaisertum Österreich; † 8. April 1905 in Đakovo, Österreich-Ungarn) war Bischof und katholischer Theologe sowie ein einflussreicher Politiker in der Österreich-Ungarischen Monarchie.

## Leben
Seine Familie väterlicherseits stammte aus dem heutigen Österreich, die seiner Mutter aus Slawonien.

### Studium und Priesterweihe
Er besuchte das Gymnasium in Osijek und studierte anschließend Theologie in Đakovo und Philosophie in Budapest, wo er sich für die Ideale des Illyrismus begeisterte. Im Jahr 1834 promovierte Strossmayer in Philosophie, 1838 erhielt er die Priesterweihe. 

### Höhere Studien und Lehrtätigkeit
Von 1838 bis 1840 war er Vikar in Peterwardein (Petrovaradin). Schon 1838 hatte er sich mit Einverständnis seines Bischofs um die Aufnahme in die vom Kaiser finanzierte Höhere Bildungsanstalt für Weltgeistliche St. Augustin in Wien beworben, die auch Frintaneum oder Augustineum genannt wurde. Das Frintaneum bot ein eigenes fachliches wie spirituelles Ausbildungsprogramm, das die Kollegsmitglieder auf ihren künftigen Dienst sowie auf die vier sog. strengen Prüfungen (Rigorosen) zum Erwerb des theologischen Doktorats an der Universität vorbereiten sollte. 1840 wurde Strossmayer ins Frintaneum aufgenommen und absolvierte in zwei Jahren alle vier Rigorosen, woraufhin ihn die Universität Wien 1842 zum Doktor der Theologie promovierte. In seiner Wiener Zeit knüpfte Strossmayer zahlreiche Kontakte, die ihn sein weiteres Leben begleiteten. 
In die Heimat zurückgekehrt, wurde Strossmayer als Dozent und in der Leitung am Priesterseminar in Đakovo eingesetzt. 1846 trat er nach Entrichtung der erheblichen Aufnahmetaxe der Wiener Theologischen Fakultät als Mitglied bei. 1847 bewarb er sich um eine theologische Professur an der Universität in Pest sowie um die frei gewordene Stelle eines Kaplans der Hof- und Burgpfarre an der Wiener Hofburg, an die der Dienst als Studiendirektor für Kirchengeschichte und Kirchenrecht im Frintaneum geknüpft war. An der Wiener Universität unterrichtete er aushilfsweise Kanonisches Recht. Der Dienst an der Burgpfarre und am Frintaneum machte ihn den maßgeblichen Kreisen in Wien bekannt und schuf eine gute Ausgangslage für die weitere kirchliche Karriere.

### Bischof von Đakovo
1849 ernannte ihn Kaiser Franz Joseph auf Vorschlag von Ban Joseph Jelačić von Bužim zum Bischof von Đakovo, 1850 erfolgte die Bestätigung durch Papst Pius IX. 1851 wurde er apostolischer Administrator für Serbien. 1857 errichtete er ein Priesterseminar in Đakovo, wo er auch eine Lehrerbildungsanstalt gründete. Mit seiner Hilfe und finanziellen Unterstützung wurde die Kathedrale zu Đakovo erbaut. 1859 unterstützte er die Renovierung des Instituts des hl. Hieronymus in Rom.
Er nahm ab 1860 an der kaiserlichen Ratsversammlung teil, wo er die monarchistische Föderation befürwortete. Strossmayer war von 1860 bis 1873 Führer der Kroatischen Volkspartei im ungarischen Landtag und war 1861, 1865 und 1866 Mitglied des kroatischen Sabors. 1861 bis 1863 war er außerdem Großgespan von Virovitica. 1866 war Strossmayer Vorsitzender des kroatischen königlichen Ausschusses. Er setzte sich für eine Revision des kroatisch-ungarischen Ausgleichs ein. 
Als ihm dies nicht gelang, zog sich Strossmayer 1873 aus dem politischen Leben und Mitte der 1890er Jahre aus der Öffentlichkeit zurück. Dennoch übte er weiterhin, mittels persönlicher Kontakte und seines Ansehens, Einfluss auf das politische Geschehen aus.
Strossmayer starb 1905 und wurde in der Kathedrale von Đakovo bestattet.

## Kultur und Politik

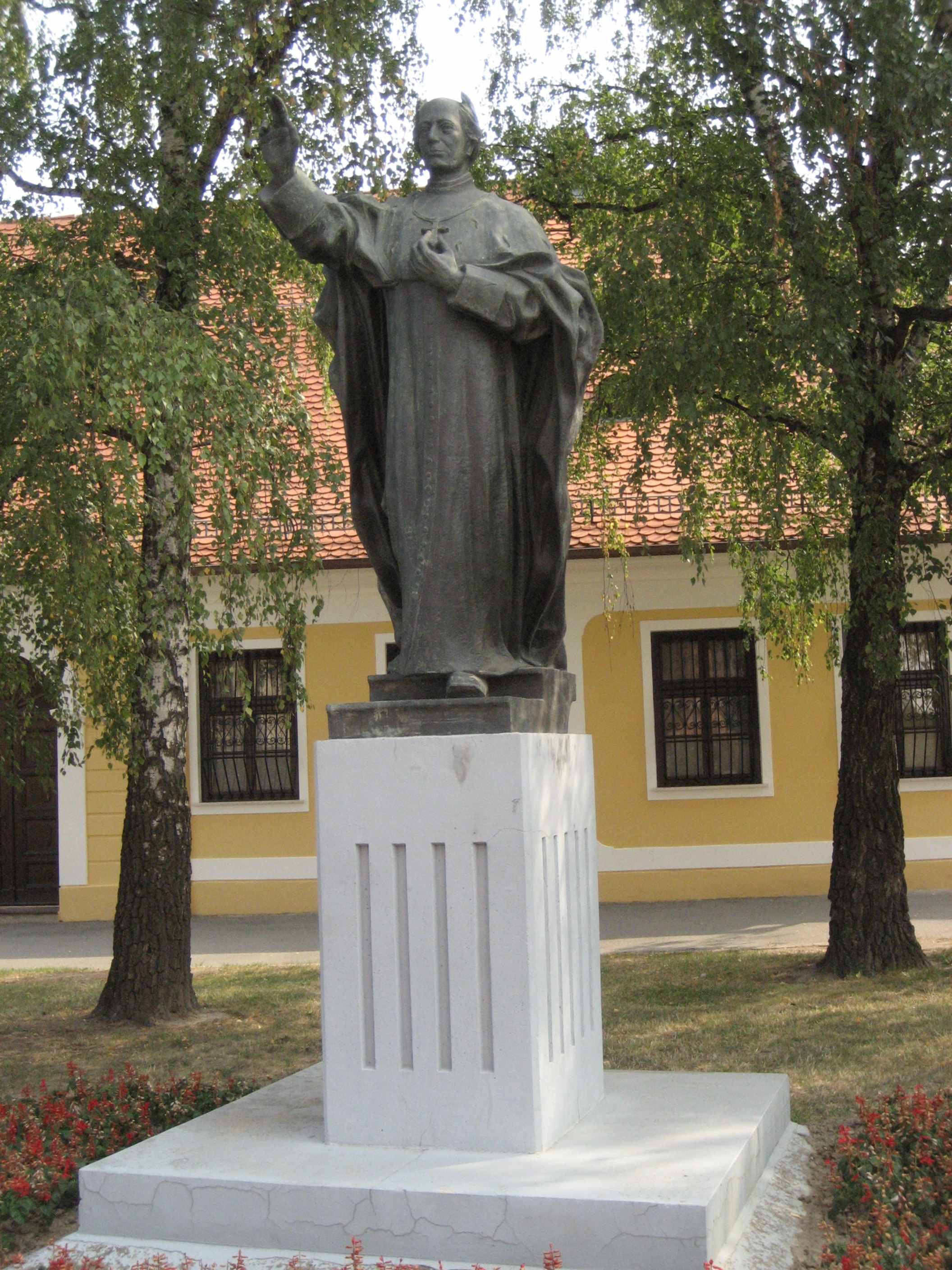
Strossmayer-Denkmal in Đakovo

Strossmayer ließ 1861 das Buch Bulgarische Volkslieder der Brüder Miladinow aus Makedonien in Zagreb drucken und half den Brüdern bei der Publikation ihrer Liedsammlung.
Bereits während seines Studiums kam er mit den Ideen des slawischen Nationalismus und der kroatischen Illyrismus-Bewegung in Berührung, die seine Vision vom „Jugoslawismus“, der Einigung aller Südslawen, entschieden geprägt hatten. Politisch war Strossmayer ein Vorkämpfer für die Aufwertung der slawischen Völker in der Donaumonarchie sowie für einen Zusammenschluss aller südslawischen Völker (Illyrismus) unter habsburgischer Führung. Aus diesem Grund trat er kirchlicherseits für eine Annäherung der Katholischen Kirche an die Orthodoxe Kirche ein und strebte eine einheitliche slawische Liturgie für Kroaten und Serben an. Vorbild war für ihn als Katholiken unter anderem der in Dalmatien gepflegte Altslawische Ritus. Strossmayer engagierte sich auch für die Union mit der Russisch-Orthodoxen Kirche als führender Kirche der slawisch-orthodoxen Kirchen, ohne dass es zu seiner Zeit dafür irgendwelche kirchenpolitischen Voraussetzungen gab. 
Beim Ersten Vatikanischen Konzil in Rom protestierte er gegen das neu eingeführte Dogma der päpstlichen Unfehlbarkeit, da es ein Hindernis für die Unionsgespräche mit den Orthodoxen darstellte. Seine Rede löste einen Sturm der Empörung aus; in Zwischenrufen beschimpften seine bischöflichen Mitbrüder ihn als Protestanten und Verräter. Seine Rede erregte auch außerhalb der Konzilsaula großes Aufsehen; sie erschien sogleich im Druck und wurde in mehrere Sprachen übersetzt. Mit seiner Unterwerfung unter das Dogma ließ er sich noch gute 10 Jahre bitten. Erst 1881 publizierte er  nach einer Intervention von Papst Leo XIII. einen entsprechenden Hirtenbrief.
Da die Diözese Strossmayers sehr groß war und reiche Einkünfte brachte, ermöglichte ihm dies, zahlreiche Stiftungen und Neugründungen von Kirchen und Schulen durchzuführen. Besonders bedeutend war seine Rolle bei der Gründung der Südslawischen Akademie der Wissenschaften und Künste (1866) und der finanziellen Unterstützung der Gründung der Universität Zagreb (1874) in Zusammenarbeit mit seinem engen Freund Franjo Rački. Er überließ 1884 der Akademie seine Kunstsammlung, unterstützte finanziell die Gymnasien in Osijek, Rijeka, Varaždin, Vinkovci und Senj, gründete Bibliotheken, unterstützte die Beschaffung von Archivalien und verlegerische Projekte sowie verschiedene kulturhistorische Gesellschaften, förderte aber auch begabte Einzelpersonen. So wurde er zu einem der bedeutendsten Mäzene und Förderer der Kroaten.

## Kritik
Neben seinen liberalen und humanistischen Ansichten traten auch judenfeindliche zu Tage. In persönlichen Korrespondenzen mit Franjo Rački und Serafino Vannutelli kam es zu antisemitischen Äußerungen. Juden bezeichnete er als „bittere Feinde“, die Kroatien „judaisieren“ wollten, und als „Läuse“. Wegen seiner Proteste und öffentlicher Agitation wurde 1877 eine jüdische Lehrerin aus dem Schuldienst entfernt. 1884 verhinderte Strossmayer die Einführung der jüdisch-christlichen Ehe in Kroatien. Als Strossmayer infolge eines Telegramms, das er 1888 anlässlich der 900-Jahr-Feier der Christianisierung Russlands an den Rektor der St.-Wladimir-Universität schickte, vom Papst und Kaiser gerügt wurde, beschuldigte er Juden, Drahtzieher hinter der Kritik und des Protestes gegen ihn zu sein.

## Schriften
- Rede gegen die Unfehlbarkeit des Papstes. Herausgegeben von José Augustín de Escudero. v. Nubling, Ulm 1869 (Digitalisat) der Bayerischen Staatsbibliothek.
  - Zweite Auflage: Schmithals, Wesel 1872 (online).
  - Übersetzung ins Kroatische: Govor o nepogrješivosti pape na crkvenom saboru u Rimu (Rede über die Unfehlbarkeit des Papstes, beim Konzil in Rom). Vukovar 1872.
- Die Heiligen Cyrill und Method, Hirtenbrief, Wien 1881.
- Korespondencija Rački-Strossmayer. Jugoslavenska akademija znanosti i umjetnosti, Zagreb 1928–1931 (4 Bände).

## Ehrungen

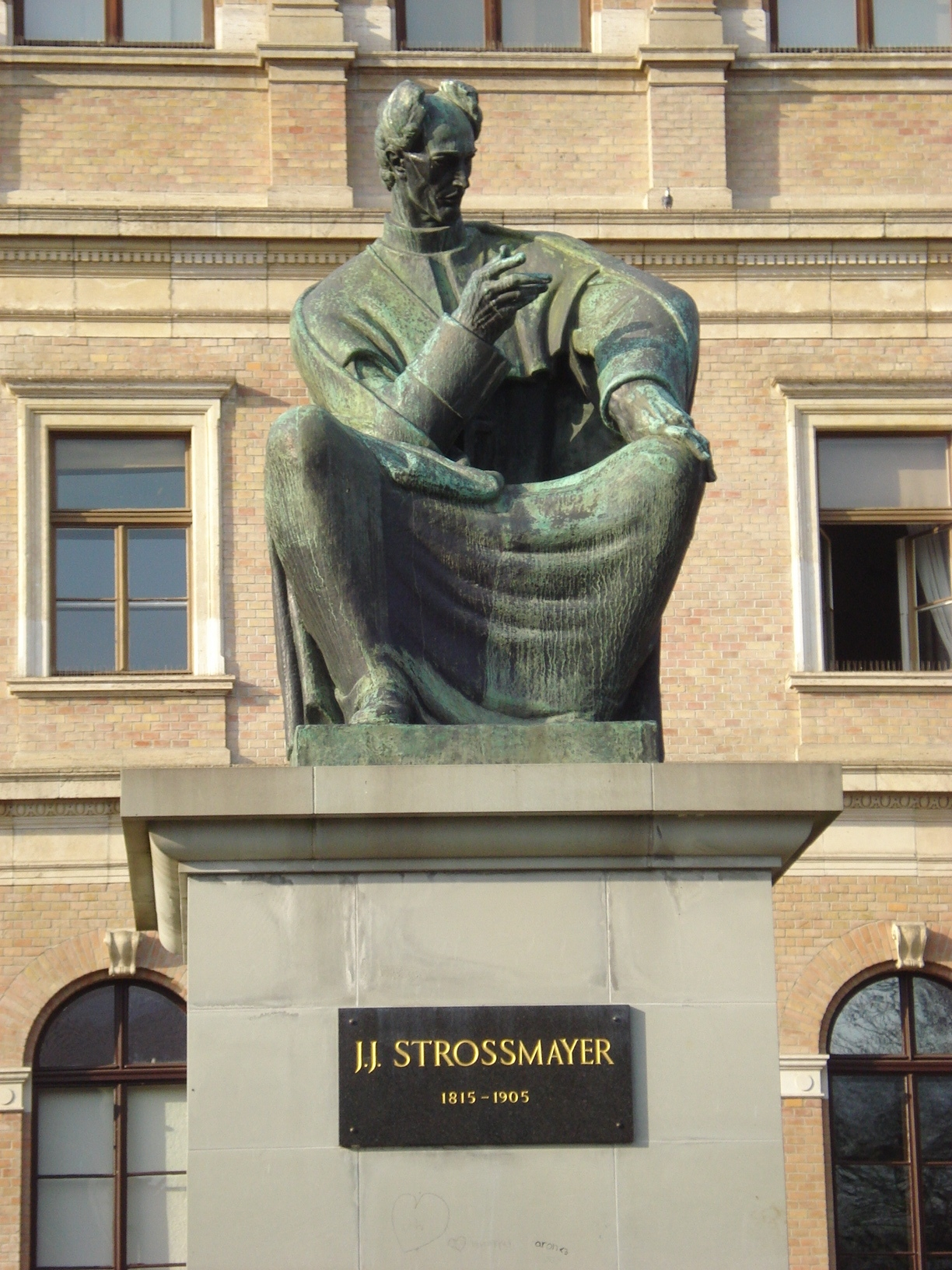
Strossmayer-Denkmal in Zagreb von Ivan Meštrović

Nach Josip Juraj Strossmayer wurden zahlreiche Gebäude sowie Straßen und Plätze benannt; mehrere Denkmäler wurden ihm zu Ehren errichtet. In Đakovo wurde 1991 ein Museum für Strossmayer eröffnet. Sowohl der jugoslawische als auch der kroatische Staat ehrten Strossmayer mehrmals durch Sonderbriefmarken.
Zu nennen sind unter anderem:
- Gedenktafel in der Augustinerkirche in Wien.
- „Strossmayer-Kathedrale“, die unter ihm erbaute Bischofskirche St. Peter und Paul in Đakovo.
- Josip-Juraj-Strossmayer-Universität Osijek, 1975 gegründet.

sowie
- eine Straße im historischen Zentrum Dubrovniks
- eine Straße in Sarajevo
- in Zagreb ein Platz  (Trg J.J. Strossmayera) sowie eine Promenade (Strossmayerovo šetalište)
- der Strossmayerplatz (Strossmayerovo náměstí) in Prag-Holešovice, 1925 nach ihm benannt.
- Strossmayerstraße (Strossmayerova ulica) in Osijek, die längste Straße in der Oberen Stadt (ehem. Hauptstraße, später Lange Gasse).